# Alberto Theodoli di Sambuci
Giuseppe Francesco Maria Alberto Theodoli (Roma, 24 novembre 1873 – Roma, 6 giugno 1955) è stato un ingegnere, dirigente d'azienda e politico italiano.
Erede della nobile famiglia  Theodoli.

## Biografia
Nasce a Roma il 24 novembre 1873 da Girolamo Theodoli di Sambuci e Cristina Altieri.
Discendente della famiglia Theodoli, compie gli studi universitari presso l'Università di Losanna, dove si laurea nel 1897. 
Dal 1902 al 1917 è membro del consiglio di amministrazione del Banco di Roma, poi dal 1944 al 1945 ne è del Banco di Roma.
Nel 1913 è delegato italiano nella Commissione di amministrazione delle sedi di Costantinopoli, Tripoli, Parigi ed Alessandria d'Egitto.
Sempre nel 1913 viene eletto deputato nel collegio di Foligno e riceve ad interim gli incarichi di sottosegretario di Stato al Ministro delle colonie e al Ministro degli affari esteri nel primo governo Nitti.
Durante la Prima Guerra Mondiale serve come capitano dal 1915 al 1916.
Nel 1934, proposto dal Presidente del Senato Tommaso Tittoni e dal Prefetto di Roma Riccardo Zoccoletti, giura come senatore il 5 maggio dello stesso anno.
Nel 1946, come molti senatori del Regno, viene dichiarato decaduto dall'Alta Corte di Giustizia per le Sanzioni contro il Fascismo. Verrà riabilitato il 30 gennaio dello stesso anno
Muore a Roma il 6 giugno 1955.

## Onorificenze

### Genealogia vuota
|                                                            |                                         |                                         | Genitori                                               |  |  | Nonni |  |  | Bisnonni                                                   |  |  | Trisnonni |  |
|                                                            |                                         |                                         |                                                        |  |  |       |  |  | Girolamo Theodoli, marchese di San Vito Romano e Pisoniano |  |  | ?         |  |
|                                                            |                                         |                                         |                                                        |  |  |       |  |  | Girolamo Theodoli, marchese di San Vito Romano e Pisoniano |  |  | ?         |  |
|                                                            |                                         | ?                                       |                                                        |  |  |       |  |  | Girolamo Theodoli, marchese di San Vito Romano e Pisoniano |  |  |           |  |
| Theodolo Theodoli, marchese di San Vito Romano e Pisoniano |                                         |                                         |                                                        |  |  |       |  |  | Girolamo Theodoli, marchese di San Vito Romano e Pisoniano |  |  |           |  |
|                                                            |                                         | Antonietta Teresa Odescalchi            | Baldassarre Odescalchi, III principe Odescalchi        |  |  |       |  |  |                                                            |  |  |           |  |
|                                                            |                                         | Antonietta Teresa Odescalchi            | Baldassarre Odescalchi, III principe Odescalchi        |  |  |       |  |  |                                                            |  |  |           |  |
|                                                            |                                         | Antonietta Teresa Odescalchi            | Caterina Valeria Giustiniani di Bassano                |  |  |       |  |  |                                                            |  |  |           |  |
| Girolamo Theodoli, marchese di San Vito Romano e Pisoniano |                                         | Antonietta Teresa Odescalchi            |                                                        |  |  |       |  |  |                                                            |  |  |           |  |
|                                                            |                                         | Filippo Simonetti, conte                | ?                                                      |  |  |       |  |  |                                                            |  |  |           |  |
|                                                            |                                         | Filippo Simonetti, conte                | ?                                                      |  |  |       |  |  |                                                            |  |  |           |  |
|                                                            |                                         | Filippo Simonetti, conte                | ?                                                      |  |  |       |  |  |                                                            |  |  |           |  |
| Laura Maria Simonetti, marchesa di Gadignana               |                                         | Filippo Simonetti, conte                |                                                        |  |  |       |  |  |                                                            |  |  |           |  |
|                                                            |                                         | ?                                       | ?                                                      |  |  |       |  |  |                                                            |  |  |           |  |
|                                                            |                                         | ?                                       | ?                                                      |  |  |       |  |  |                                                            |  |  |           |  |
|                                                            |                                         | ?                                       | ?                                                      |  |  |       |  |  |                                                            |  |  |           |  |
| Alberto Theodoli                                           |                                         | ?                                       |                                                        |  |  |       |  |  |                                                            |  |  |           |  |
|                                                            | Clemente Altieri, VI principe di Oriolo | Paluzzo Altieri, V principe di Oriolo   |                                                        |  |  |       |  |  |                                                            |  |  |           |  |
|                                                            | Clemente Altieri, VI principe di Oriolo | Paluzzo Altieri, V principe di Oriolo   |                                                        |  |  |       |  |  |                                                            |  |  |           |  |
|                                                            | Clemente Altieri, VI principe di Oriolo | Maria Anna di Sassonia                  |                                                        |  |  |       |  |  |                                                            |  |  |           |  |
| Emilio Altieri, VII principe di Oriolo                     | Clemente Altieri, VI principe di Oriolo |                                         |                                                        |  |  |       |  |  |                                                            |  |  |           |  |
|                                                            |                                         | Vittoria Boncompagni Ludovisi           | Luigi I Boncompagni Ludovisi                           |  |  |       |  |  |                                                            |  |  |           |  |
|                                                            |                                         | Vittoria Boncompagni Ludovisi           | Luigi I Boncompagni Ludovisi                           |  |  |       |  |  |                                                            |  |  |           |  |
|                                                            |                                         | Vittoria Boncompagni Ludovisi           | Maddalena Odescalchi                                   |  |  |       |  |  |                                                            |  |  |           |  |
| Cristina Maria Anna Altieri                                |                                         | Vittoria Boncompagni Ludovisi           |                                                        |  |  |       |  |  |                                                            |  |  |           |  |
|                                                            |                                         | Giuseppe Archinto, V marchese di Parona | Luigi Archinto                                         |  |  |       |  |  |                                                            |  |  |           |  |
|                                                            |                                         | Giuseppe Archinto, V marchese di Parona | Luigi Archinto                                         |  |  |       |  |  |                                                            |  |  |           |  |
|                                                            |                                         | Giuseppe Archinto, V marchese di Parona | Marianna Manfredi                                      |  |  |       |  |  |                                                            |  |  |           |  |
| Beatrice Archinto                                          |                                         | Giuseppe Archinto, V marchese di Parona |                                                        |  |  |       |  |  |                                                            |  |  |           |  |
|                                                            |                                         | Maria Cristina Trivulzio                | Gian Giacomo Trivulzio, VI marchese di Sesto Ulteriano |  |  |       |  |  |                                                            |  |  |           |  |
|                                                            |                                         | Maria Cristina Trivulzio                | Gian Giacomo Trivulzio, VI marchese di Sesto Ulteriano |  |  |       |  |  |                                                            |  |  |           |  |
|                                                            |                                         | Maria Cristina Trivulzio                | Beatrice Serbelloni                                    |  |  |       |  |  |                                                            |  |  |           |  |
|                                                            |                                         | Maria Cristina Trivulzio                |                                                        |  |  |       |  |  |                                                            |  |  |           |  |